# Miralda havanensis
Miralda havanensis är en snäckart som först beskrevs av Henry Augustus Pilsbry och Carlos Guillermo Aguayo 1933.  Miralda havanensis ingår i släktet Miralda och familjen Pyramidellidae. Inga underarter finns listade i Catalogue of Life.